# Alfred Lamontagne
Alfred Lamontagne est un architecte canadien né en 1883 à Lévis et mort en 1967 à 83 ans.
Pendant sa carrière, il conçoit près de 200 bâtiments au Saguenay y compris le presbytère du Sacré-Coeur en 1919 et de l'hôtel de Ville de Port-Alfred (aujourd'hui dans l'arrondissement municipal de La Baie, Saguenay) en 1931 en collaboration avec Sylvio Brassard.